# Emmett J. Scanlan
Emmett J. Scanlan (Dublín, 31 de enero de 1979) es un actor irlandés, más conocido por haber interpretado a Brendan Brady en la serie Hollyoaks.

## Biografía
Es amigo del actor Eoin Macken.
En 2002 le dio la bienvenida a su primera hija, Kayla Scanlan, fruto de una relación anterior.
En 2010 comenzó a salir con la actriz Claire Cooper, con quien trabajó en la serie Hollyoaks. A finales de diciembre de 2014 la pareja se comprometió. La pareja se casó el 31 de diciembre de 2015. En mayo de 2020 anunciaron que estaban esperando a su primer hijo juntos, a quien le dieron la bienvenida en julio de 2020. Tiene 2 hijos con Claire Cooper, además de su hija Kayla, de una relación anterior.

## Carrera
Entre el 2008 y el 2009 Emmett ha aparecido en varias películas y cortometrajes entre ellos Pass Them On, Savage, Colour from the Dark, Anton, Freakdog, Christian Blake, 3 Crosses, The Bet y The Rise of the Bricks donde dio vida a Ste.
El 5 de agosto de 2010 se unió al elenco principal de la exitosa serie británica Hollyoaks donde interpretó al chico malo Brendan Brady, hasta el 22 de marzo de 2013.
En el 2012, apareció en el spin-off de la serie Hollyoaks Later, donde interpretó nuevamente a Brendan.
En el 2013, se unió al elenco de la serie The Fall, donde interpreta al detective Glen Martin, quien investiga la serie de asesinatos cometidos por Paul Spector (Jamie Dornan). En la serie comparte créditos junto a los actores Gillian Anderson, John Lynch, Archie Panjabi, Ian McElhinney, Karen Hassan y Bronagh Waugh.
Desde 2014, forma parte de la segunda temporada de la serie, In the Flesh (BBC Three) interpretando a Simon Monroe. 
Ese mismo año obtuvo un pequeño papel en la película Guardians of the Galaxy donde interpretó a un guardia de seguridad de Nova.
En 2017 apareció como personaje recurrente en la primera temporada de la serie Snatch donde interpretó al boxeador King Royston, el fallecido padre de Billy "Fuckin" Ayres (Lucien Laviscount).

## Filmografía

### Series de televisión
| Año               | Título                   | Personaje        | Notas                                 |
| ----------------- | ------------------------ | ---------------- | ------------------------------------- |
| 2024              | Fool Me Once             | Shane Tessier    | 8 episodios                           |
| 2018              | Safe                     | Josh Mason       | 7 episodios                           |
| 2017              | Snatch                   | King Royston     | 2 episodios                           |
| 2013 - 2014, 2016 | The Fall                 | Det. Glen Martin | 10 episodios                          |
| 2016              | Beowulf                  | Skellen          | 3 episodios                           |
| 2015              | No Offence               | Andrew Curtis    | 8 episodios                           |
| 2015              | A.D. The Bible Continues | Saul de Tarso    | 6 episodios                           |
| 2014, 2015        | Constantine              | Jim Corrigan     | 2 episodios                           |
| 2015              | Suspects                 | Rory O'Hanlon    | episodio # 3.1                        |
| 2015              | No Offence               | Andrew Curtis    | episodio # 1.4                        |
| 2014              | In the Flesh             | Simon Monroe     | 6 episodios - miniserie               |
| 2010 - 2013       | Hollyoaks                | Brendan Brady    | 340 episodios                         |
| 2012              | Hollyoaks Later          | Brendan Brady    | episodio # 5.1                        |
| 2010              | Mariana                  | Leonard Dalton   | 2 episodios                           |
| 2008 - 2009       | The Clinic               | Jimmy Rice       | 2 episodios                           |
| 2009              | The Phone                | Operador         | 6 episodios                           |
| 2009              | Marú                     | John Cousins     | episodio "The Murder of John Cousins" |
| 2008              | The Roaring Twenties     | Pierre Leguin    | miniserie - episodio # 1.1            |
| 2007              | Paddywhackery            | Stephen          | 2 episodios                           |
| 2004              | The Big Bow Wow          | Robert           | 3 episodios                           |

### Películas
| Año  | Título                  | Personaje              | Notas |
| ---- | ----------------------- | ---------------------- | --- |
| 2018 | In the Cloud            | Alfie                  | junto a Justin Chatwin, Adetomiwa Edun, Nora Arnezeder, Laura Fraser, Gabriel Byrne, Charlie Carver y Max Carver |
| 2014 | Guardians of the Galaxy | Guardia                | junto a Chris Pratt, Zoe Saldaña, Benicio del Toro, Glenn Close, Vin Diesel & Bradley Cooper                     |
| 2013 | Lapse                   | Guy                    | junto a Sirry Jons & Keith Roenke                                                                                |
| 2012 | Black Coffee            | Él                     | corto - junto a Leigh Arnold & Sinead Monaghan                                                                   |
| 2012 | Big Top                 | -                      | corto - junto a Brian Fortune & Cameron Patmore                                                                  |
| 2011 | Analogue Love           | Guy                    | corto - junto a Emma Rigby & Bernard Hill                                                                        |
| 2010 | The Inside              | Hughie                 | junto a Tereza Srbova                                                                                            |
| 2010 | Charlie Casanova        | Charlie Casanova       | junto a Valeria Bandino & Damien Hannaway                                                                        |
| 2010 | Blood                   | Guy                    | junto a Gail Brady                                                                                               |
| 2010 | Glassjaw                | Amy Joyce Hastings     | corto - junto a Maura Foley & Eoin Naughton                                                                      |
| 2010 | The Guards              | Diarmuid O'Brian       | junto a Amy Joyce Hastings & Kayla Scanlan                                                                       |
| 2010 | Imperfect Couple        | Him                    | junto a Sonya Kelly                                                                                              |
| 2009 | The Rise of the Bricks  | Ste                    | junto a Eoin Macken                                                                                              |
| 2009 | Savage                  | Hombre del Gim         | junto a Nora-Jane Noone                                                                                          |
| 2009 | 3 Crosses               | Jonnie Linski          | junto a Eoin Macken & Karl Hayden                                                                                |
| 2008 | The Bet                 | Anthony                | corto - junto a Paddy C. Courtney                                                                                |
| 2008 | Colour from the Dark    | Luigi                  | junto a Gerry Shanahan & Debbie Rochon                                                                           |
| 2008 | Anton                   | Oficial McMahon        | junto a Gerard McSorley                                                                                          |
| 2008 | Freakdog                | Extraño                | junto a Arielle Kebbel, Sarah Carter & Andrew Lee Potts                                                          |
| 2008 | Christian Blake         | Floyd                  | junto a Eoin Macken & Maura Duffy                                                                                |
| 2008 | Pass Them On            | James Collins          | junto a Sylvester McCoy & Steven Aldridge                                                                        |
| 2007 | Shattered               | Matt Connolly          | junto a Gail Brady & Patrick Clarke                                                                              |
| 2006 | Mebollix                | Hombre de la Copiadora | corto - a Paddy C. Courtney                                                                                      |
| 2006 | Studs                   | Jake                   | junto a Brendan Gleeson, Eoin Macken & Domhnall Gleeson                                                          |
| 2006 | Triple Bill             | Jack                   | corto - junto a Eoin Macken                                                                                      |

### Productor y escritor
| Año  | Título                 | Notas                          |
| ---- | ---------------------- | ------------------------------ |
| 2010 | The Inside             | productor ejecutivo            |
| 2010 | Charlie Cassanova      | co-productor                   |
| 2010 | The Guards             | productor asociado             |
| 2009 | The Rise of the Bricks | escritor de material adicional |

## Premios y nominaciones
| Año  | Categoría                                              | Premio                           | Serie            | Resultado |
| ---- | ------------------------------------------------------ | -------------------------------- | ---------------- | --------- |
| 2013 | Outstanding Serial Drama Performance                   | National Television Award        | Hollyoaks        | Nominado  |
| 2013 | Best Soap Actor                                        | TV Choice Award                  | Hollyoaks        | Nominado  |
| 2013 | Best Actor                                             | British Soap Award               | Hollyoaks        | Nominado  |
| 2013 | Villain of the Year                                    | British Soap Award               | Hollyoaks        | Nominado  |
| 2013 | Best On-Screen Partnership (junto a Kieron Richardson) | British Soap Award               | Hollyoaks        | Ganaron   |
| 2013 | Best Exit                                              | British Soap Award               | Hollyoaks        | Nominado  |
| 2012 | Best Actor                                             | Inside Soap Award                | Hollyoaks        | Ganó      |
| 2012 | Best Bad Boy                                           | Inside Soap Award                | Hollyoaks        | Ganó      |
| 2012 | Best Soap Actor                                        | TV Choice Award                  | Hollyoaks        | Nominado  |
| 2012 | Best Actor                                             | British Soap Award               | Hollyoaks        | Nominado  |
| 2011 | Best Newcomer                                          | British Soap Award               | Hollyoaks        | Ganó      |
| 2011 | Villian of the Year                                    | British Soap Award               | Hollyoaks        | Ganó      |
| 2011 | Best On-Screen Partnership (junto a Kieron Richardson) | British Soap Award               | Hollyoaks        | Nominados |
| 2011 | Best Love Triangle                                     | All About Soap Bubble Award      | Hollyoaks        | Ganó      |
| 2011 | Best Actor                                             | International Film Festivl Award | Charlie Casanova | Ganó      |